# Alinhamento da Têra
Das Alinhamento da Têra (auch Alinhamento do Monte da Têra oder Conjunto Megalítico do Monte de Têra genannt) ist eine Steinreihe in der Nähe von Mora bei Pavia im Distrikt Évora im Alentejo in Portugal.
Das Alignement wurde 1996 von Leonor Rocha und Manuel Calado entdeckt. Aufgrund seiner Einmaligkeit und der Bedeutung für die Iberische Halbinsel war es zwischen 1996 und 2008 Ziel zahlreicher Ausgrabungen. Zunächst waren nur fünf umgefallene Menhire sichtbar, die eine Nordwest-Südost orientierte Linie bildeten. Später wurde in Verlängerung der ersten, eine zweite Gruppe von neun Menhiren gefunden. Die zweite Gruppe war stärker beschädigt und neben ihr wurde ein Brandgrab aus der Eisenzeit entdeckt. Die Menhirreihe ist noch nicht als Kulturerbe eingestuft und daher nicht per Gesetz geschützt.